# یواس‌اس فیلادلفیا (سی‌ال-۴۱)
یواس‌اس فیلادلفیا (سی‌ال-۴۱) (به انگلیسی: USS Philadelphia (CL-41)) یک کشتی بود که طول آن ۶۰۸ فوت ۴ اینچ (۱۸۵٫۴۲ متر) بود. این کشتی در سال ۱۹۳۶ ساخته شد.